# Christopher Kane
Christopher John Kane (Newarthill, North Lanarkshire, 26 de julio de 1982) es un diseñador de moda británico con sede en Londres cuya marca homónima es parte de Kering.

## Biografía
Kane es el menor de cinco hijos, su padre es un ingeniero y dibujante, su madre es ama de casa. Asistió a la escuela secundaria Taylor. Mientras todavía estaba en la universidad, trabajó para sus colegas diseñadores Russell Sage y Giles Deacon y atrajo la atención de Donatella Versace al ganar el Lancôme Color Award en 2005.
Posteriormente, Kane ganó el Harrods Design Award por su colección MA Graduate, que constaba de £1,500 y una ventana de exhibición en Harrods del 24 de febrero al 8 de marzo de 2006. La colección consistió en vestidos de encaje elástico decorados con anillos de latón. Versace lo contrató de inmediato para trabajar en la colección de alta costura para Versace Atelier, así como para asesorar sobre zapatos y accesorios. Se graduó de Central Saint Martins College of Art and Design en 2006.
En diciembre de 2006, Kane fue fotografiado por David Bailey para Vogue Reino Unido junto con Antony Price, cuyos vestidos de noche explosivos de 1980 y estilos femeninos curvilíneos presagiaron la sastrería apretada de Kane. En agosto de 2014, Kane fue una de las 200 figuras públicas que firmaron una carta a The Guardian oponiéndose a la independencia de Escocia en el período previo al referéndum de septiembre sobre ese tema.

## Orígenes de la marca
Kane estableció su etiqueta homónima en 2006, con su hermana, Tammy Kane, que estudió en el Scottish College of Textile Design, dirigiendo el lado financiero de la empresa y también ayudando en su proceso de creación y diseño de telas. ] Su primer desfile independiente, presentado el 20 de septiembre de 2006, consistió en vestidos de vendaje súper cortos en tonos neón. Kane dijo de su colección que «solo usó neón el año pasado porque era [su] primera colección y quería ser lo más brillante posible». La colección fue elogiada por prominentes críticos internacionales de la moda y reconocida por varias fuentes como un contribuyente importante a las tendencias 'fluoro' del verano de 2007.
En abril de 2006, Kane fue galardonada con el Joven Diseñador del Año en los Scottish Fashion Awards. Posteriormente, el diseñador lanzó una colección cápsula para la tienda de ropa británica Topshop.
Su segunda colección, presentada el 13 de febrero de 2007, recibió una vez más críticas positivas de los principales críticos.
Alejándose de su característico estilo ajustado, Kane mostró una colección de terciopelos y pieles en una silueta más relajada. Esta fue también su primera colaboración con el destacado diseñador de zapatos Manolo Blahnik, quien creó los zapatos para el desfile.
Las colaboraciones de Kane se extienden a la música, mediante la cual diseñó trajes para el video musical de Kylie Minogue "2 Hearts". 18 de octubre de 2007, colaboró con Beth Ditto para el show Fashion Rocks de la marca de lujo Swarovski celebrado en el Royal Albert Hall con gran éxito de crítica. Además de diseñar su propia etiqueta y consultar en Versace, también forma parte de Atelier Swarovski, un pequeño colectivo de diseñadores que crean colecciones especiales de joyas para Swarovski.
El 10 de septiembre de 2007, días antes de que Kane programara mostrar su tercera colección, se informó que 23 piezas del espectáculo Primavera-Verano 2008 habían sido robadas de su estudio de Londres. Además de piezas de cachemir y cuero, también se robó una computadora portátil. No se encontraron huellas digitales durante la inspección. Sin embargo, el diseñador realizó su tercer espectáculo y su segunda colaboración con Blahnik siete días después, el 17 de septiembre de 2007, una vez más cambiando de dirección e introduciendo gasa y mezclilla impresas en piel de serpiente en otra colección que ganó críticas favorables.
El 27 de noviembre de 2007, fue galardonado como Nuevo Diseñador del Año en los British Fashion Awards. Kane también ha sido acreditado por cambiar la suerte del productor de cachemira Johnstons de Elginby en asociación con la compañía para producir su línea de prendas de cachemira.
Conocido por ser un apasionado promotor de su país de origen, el diseñador fue nombrado embajador de VisitScotland en enero de 2008. Celebró Burns Night presentando una presentación especial de su colección Primavera-Verano 2008 y organizando una exclusiva fiesta en Harvey Nichols, el embajador de VisitScotland. Para promover su papel, Kane colaboró con Lancôme para crear un brillo de labios Juicy Tube de edición limitada. El producto terminado, llamado Burns Night, es un color mandarina con una hermosa ilustración impresa en el tubo junto con la firma de Kane y se lanzó en febrero de 2008.
El 12 de febrero de 2008, el diseñador exhibió su cuarta colección que se apartó nuevamente de sus temas anteriores. Con vestidos de organdí en capas y lentejuelas de plástico, blusas de cachemira tejidas con cable y vestidos junto con chaquetas muy adornadas, el espectáculo fue recibido con elogios similares de los críticos de moda.
El 16 de septiembre de 2008, Kane exhibió su quinta colección, esta vez basándose en su tema anterior de lentejuelas circulares que "se habían convertido en círculos aún más grandes de gasa y cuero que ondulaban como escamas alrededor de las modelos o creaban contornos festoneados por sus cuerpos para oscilar. y muy cortos - dobladillos ". Inspirado por" Planet of the Apes "y" The Flintstones ", recibió críticas similares de los críticos de moda. Comercialmente, la colección fue un gran éxito, vendiéndose dentro de las 24 horas posteriores al lanzamiento en Net-A-Porter.com el 13 de febrero de 2009.
Kane presentó su sexta colección el 21 de febrero de 2009, un espectáculo etiquetado como otro "Mejor de la historia". La colección presentaba vestidos de gasa desnuda y fue elogiada por su construcción como una oferta más madura. [32] También colaboró con Versace, produciendo una colección cápsula de accesorios para la línea Versus (Versace) más joven presentada el 2 de marzo de 2009. Donatella Versace luego lo comparó con su difunto hermano Gianni Versace.
En 2009 y 2010, colaboró con una marca profesional británica de cuidado del cabello Catwalk by TIGI para crear una campaña publicitaria para las tres nuevas colecciones de productos de la marca.
El 15 de enero de 2013, Kering (anteriormente conocido como PPR) y Kane anunciaron conjuntamente que habían firmado un acuerdo por el cual Kering adquiere el 51 % de la marca de lujo del diseñador, para desarrollar el negocio en asociación con su creador. Kering planea abrir la primera boutique independiente de Kane.
El 2 de diciembre de 2013, Kane fue galardonada con el premio al Diseñador de ropa femenina del año en los British Fashion Awards 2013 en el London Coliseum.
En 2018, Phoebe Tonkin lució un vestido rojo de la colección 2018 de Christopher Kane.